# Mudhaykhirah (huyện)
Huyện Mudhaykhirah là một huyện thuộc tỉnh Ibb, Yemen. Đến thời điểm năm 2003, huyện này có dân số 77835 người